# IJshockeybaan
Een ijshockeybaan is het speelveld voor ijshockey. Het is een rechthoekige ijsbaan met afgestompte hoeken en is ommuurd met een boarding van 1,22 meter hoog. In het Engels is een ijshockeybaan een rink.
Er is een verdedigende zone, een neutrale zone en een aanvallende zone. De verdedigende zone is het gebied tussen de blauwe lijn en de boarding waar de eigen goal staat. De neutrale zone is tussen de twee blauwe lijnen en de aanvallende zone het vak waar het vijandelijke goal staat.
De puck kan niet uit gaan (tenzij de puck over de omheining gaat), achter het doel wordt gewoon verder gespeeld. De doellijn wordt doorgetrokken over het veld. Vanaf eigen helft mag de puck niet over deze lijn geschoten worden bij een gelijk aantal spelers (zie icing). Een ijshockeybaan is 61 meter lang en 30 meter breed volgens de internationale regels. In de National Hockey League is de baan 26 meter breed. De neutrale zone is 15 meter lang.
Aan de linkerkant zitten de spelersbanken, hierop zitten de ijshockeyers als ze niet op het ijs staan. Rechts staat de strafbank, hierin zit een ijshockeyer als hij een penalty heeft gekregen. Ook bevindt zich hier de strafbankofficial, deze moet de deur openen en sluiten. Tussen de penaltyboxen zit een scheidsrechtersbox. Deze scheidsrechter bestuurt het scorebord en beslist dus wanneer de tijd stil ligt en wanneer de penalty is afgelopen. Achter de goals zijn ook nog scheidsrechterboxen. Hierin zitten de scheidsrechters die beslissen wanneer een doelpunt geldig is en wanneer niet. De deuren van alle banken moeten naar binnen (dus naar de bank toe) openen.
Er zijn negen face-offplekken op het ijs: vijf in de neutrale zone (waarvan één in het midden, waar een face-off aan het begin van elke periode en na een doelpunt genomen wordt), twee in de verdedigende zone en twee in de aanvallende zone. Bij buitenspel wordt de face-off genomen bij de dichtstbijzijnde plek. Bij een overtreding of icing wordt de face-off genomen in het verdedigingsvak van de overtreder. Bij het vasthouden van de puck door de goalie gaat de puck ook naar dezelfde plek in het verdedigingsvak. Op deze plekken wordt het spel hervat nadat het heeft stilgelegen.
Voor de goal is de crease. Hierin mag de doelverdediger niet gehinderd worden door een speler van de tegenpartij. Ook mag een speler met een stick, schaats of lichaamsdeel het vak niet eerder betreden dan de puck. Ook de scheidsrechters hebben hun crease voor de bank met de wedstrijdofficials. Het ongewenst betreden van deze halve cirkel terwijl de arbitrage overleg voert kan bestraft worden.
De boarding is dan wel 1,22 meter hoog, in feite is hij veel langer. Veel stadions hebben de boarding verlengd met bijvoorbeeld plexiglas om de toeschouwers te beschermen tegen de puck en spelers. Achter het doel worden vaak ook netten gehangen om pucks die over het plexiglas geschoten worden op te vangen zodat deze het publiek niet raken. De lijnen op het ijs moeten doorgetrokken worden op de boarding, of in ieder geval op de (meestal gele) plaat aan de onderkant. 